# Параподії

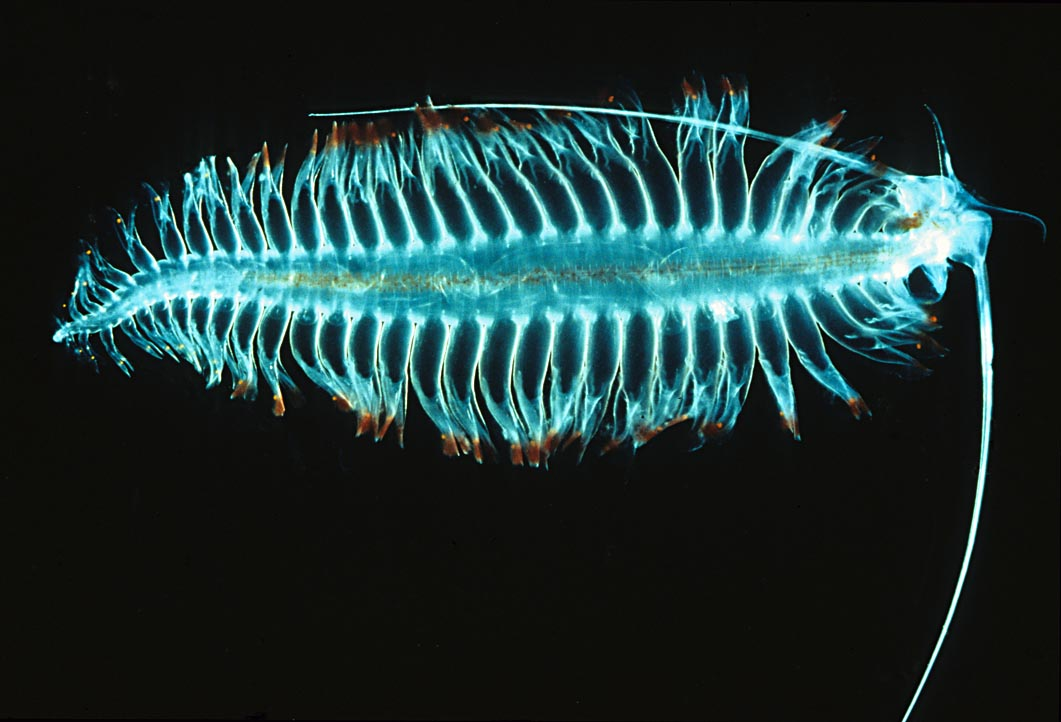
Планктонна поліхета Tomopteris з видовженими параподіями

Параподії (від пара- та грец. podion — ніжка) — м'язеві вирости тіла у багатощетинкових червів, розташовані попарно на кожному сегменті тулуба, які слугують головним чином як органи руху.
Зазвичай параподії складаються з базальної нерозчленованої частини та двох гілок: черевної (невроподія) та спинної (нотоподія), кожна з яких має пучок щетинок та чутливий вусик, який інколи перетворюється на зябру. У деяких пелагічних поліхет довжина параподії дорівнює діаметру тіла. Типова параподія всередині кожної гілки містить опорну щетинку − ацикулу. На кожній гілці є пучок більш тонких щетинок, що стирчать назовні; їхня будова має важливе значення для систематики. Кожна щетинка є продуктом секреції однієї хемогенної клітини. Щетинки тонкі та еластичні і складаються з органічної речовини, близької до хітину. У багатощетинкових з родини афродитиди спинний вусик параподій перетворився у захисні лусочки − елітри.
Параподії багатощетинкових використовуються для пересування по дну та у товщі води, причому зазвичай вони працюють як «весла», але афродитиди з коротким тілом бігають по дну на параподіях. Рухи параподій одноманітні, вони загрібають спереду назад, зачіпляються щетинками за нерівності субстрату, просуваючи тварину вперед. Щетинки параподій можуть використовуватися для утримування у товщі води та захисту. Форма і розмір параподій та щетинок, а також число останніх, сильно варіюють. Параподії ніколи не використовуються багатощетинковими для захоплення їжі.
Параподії відносяться до метамерних органів багатощетинкових червів. Це перші кінцівки, які виникли в процесі еволюції у тварин.